# QE2 (唱片)
QE2是英國電子音樂作曲家麦克·欧菲尔德於1982年推出的音樂專輯唱片，該唱片推出時恰逢英國女王伊莉莎白二世即位滿30年，故唱片全名為伊莉莎白女王二號的縮寫QE2。这张专辑是1981年德国最畅销的专辑。